# Сельское поселение Куриловское (Вологодская область)

В 2013 году Куриловское и 4 других сельских поселения были присоединены к Кичменгскому (отмечены красным цветом)

Сельское поселение Куриловское — сельское поселение, существовавшее в составе Кичменгско-Городецкого района Вологодской области до 1 апреля 2013 года.
Центр — деревня Курилово.
Население по данным переписи 2010 года — 476 человек, оценка на 1 января 2012 года — 446 человек.

## История
Образовано 1 января 2006 года в соответствии с Федеральным законом № 131 «Об общих принципах организации местного самоуправления в Российской Федерации».
В состав сельского поселения вошёл Куриловский сельсовет.
1 апреля 2013 года вошло в состав Кичменгского сельского поселения.

## География
Располагалось на юго-западе района. Граничило:
- на востоке с Плосковским сельским поселением,
- на северо-востоке с Кичменгским сельским поселением
- на севере с Шонгским сельским поселением,
- на западе с Аргуновским и Теребаевским сельскими поселениями Никольского района,
- на юге с Байдаровским сельским поселением Никольского района.

## Населённые пункты
В 1999 году был утверждён список населённых пунктов Вологодской области. С тех пор и до упразднения сельского поселения состав Куриловского сельсовета не изменялся.
В состав сельского поселения входили 19 населённых пунктов, в том числе
17 деревень,
1 починок,
1 село.
| Населённый пункт         | ОКАТО          | Рег. номер | Расстояние до районного центра, км | Расстояние до центра поселения, км | Индекс | Координаты                      |
| ------------------------ | -------------- | ---------- | ---------------------------------- | ---------------------------------- | ------ | ------------------------------- |
| деревня Большая Чирядка  | 19 230 824 003 | 4433       | 24                                 | 8                                  | 161403 | 59°49′12″ с. ш. 45°36′32″ в. д. |
| деревня Большое Лубозино | 19 230 824 002 | 4432       | 29                                 | 4                                  | 161403 | 59°49′26″ с. ш. 45°31′48″ в. д. |
| деревня Высокая          | 19 230 824 004 | 4434       | 33                                 | 3                                  | 161403 |                                 |
| деревня Горка            | 19 230 824 005 | 4435       | 41                                 | 11                                 | 161403 | 59°49′36″ с. ш. 45°22′03″ в. д. |
| деревня Григорово        | 19 230 824 006 | 4436       | 29,5                               | 0,5                                | 161411 | 59°48′26″ с. ш. 45°30′56″ в. д. |
| деревня Демино           | 19 230 824 007 | 4437       | 34                                 | 4                                  | 161403 | 59°46′25″ с. ш. 45°29′14″ в. д. |
| деревня Заюжье           | 19 230 824 008 | 4438       | 45                                 | 15                                 | 161403 | 59°45′50″ с. ш. 45°25′25″ в. д. |
| деревня Звезда           | 19 230 824 009 | 4439       | 22                                 | 8                                  | 161403 | 59°50′10″ с. ш. 45°36′38″ в. д. |
| деревня Кондратово       | 19 230 824 010 | 4440       | 30                                 | —                                  | 161403 | 59°47′32″ с. ш. 45°29′39″ в. д. |
| деревня Курилово         | 19 230 824 001 | 4431       | 30                                 | —                                  | 161403 | 59°47′56″ с. ш. 45°30′01″ в. д. |
| деревня Малая Чирядка    | 19 230 824 011 | 4441       | 25                                 | 9                                  | 161403 | 59°48′53″ с. ш. 45°36′18″ в. д. |
| деревня Михеево          | 19 230 824 012 | 4442       | 31                                 | 3                                  | 161403 | 59°49′10″ с. ш. 45°30′39″ в. д. |
| село Ново-Георгиевское   | 19 230 824 013 | 4443       | 30,3                               | 0,3                                | 161403 |                                 |
| деревня Окинин Дор       | 19 230 824 014 | 4444       | 36                                 | 6                                  | 161403 | 59°50′12″ с. ш. 45°27′11″ в. д. |
| деревня Пелягинец        | 19 230 824 015 | 4445       | 39                                 | 9                                  | 161403 | 59°44′46″ с. ш. 45°29′13″ в. д. |
| деревня Плостиево        | 19 230 824 016 | 4446       | 33                                 | 3                                  | 161403 |                                 |
| деревня Усть-Сямженец    | 19 230 824 017 | 4447       | 34                                 | 4                                  | 161403 | 59°49′07″ с. ш. 45°27′11″ в. д. |
| починок Фоминский        | 19 230 824 018 | 4448       | 42                                 | 12                                 | 161403 | 59°49′16″ с. ш. 45°20′56″ в. д. |
| деревня Щепелино         | 19 230 824 019 | 4449       | 30,5                               | 0,5                                | 161403 | 59°48′17″ с. ш. 45°29′18″ в. д. |